# Maximilian Friedrich von Merveldt

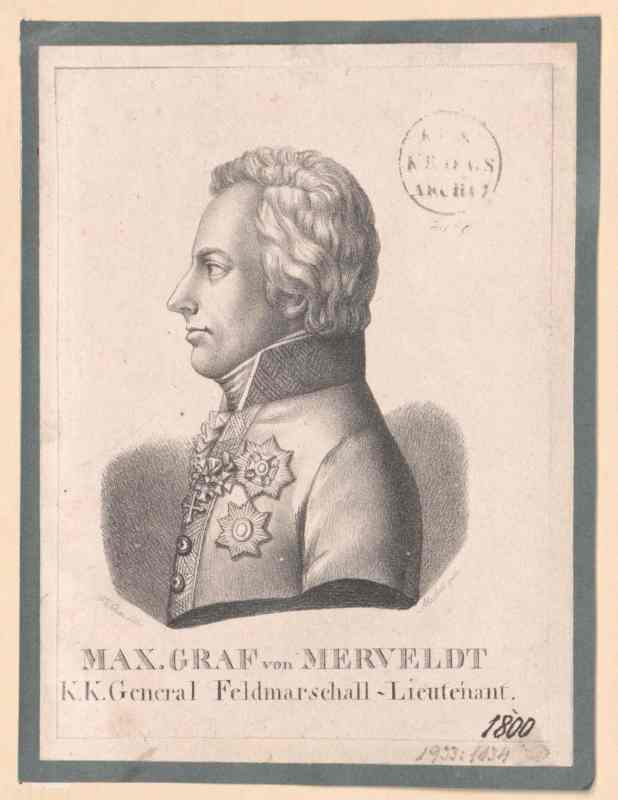
Maximilian Friedrich von Merveldt

Maximilian Friedrich Graf von Merveldt (* 29. Juni 1764; † 5. Juli 1815 in London) war ein deutscher Offizier und Diplomat in habsburgischen Diensten.

## Herkunft
Maximilian Friedrich stammte aus dem westfälischen Adelsgeschlecht Merveldt.
Er war der Sohn des Clemens August von Merveldt und dessen Gemahlin Antonia Maria Ferdinande von Wolff-Metternich zur Gracht und Wehrden (1733–1778). Er hatte noch zwei Brüder Ferdinand August Joseph (1759–1834) und Burchard Paul (1770–1848).

## Leben
Als mittlerer von drei Brüdern kam er für die Nachfolge auf den Stammgütern nicht in Frage, weswegen ihm nur die Alternative einer geistlichen oder militärischen Laufbahn blieb. Er trat 16-jährig in das Heer des Hochstifts Münster ein und wechselte zwei Jahre später in österreichische Dienste. 1780 hatte sein älterer Bruder fast 700 Reichstaler für seine Ausstattung, u. a. für zwei Reitpferde, einen Burschen und das Fähnrichspatent ausgegeben.
Maximilian begann seinen Dienst im österreichischen Militär an der Militärgrenze bei den Dragonern, wurde in Flandern eingesetzt und nahm an dem Türkenfeldzug (1787–1789) teil. Anfang der 1790er Jahre wurde er zum Major befördert und in den Generalstab kommandiert.
Im ersten Koalitionskrieg gegen Frankreich hatte von Merveldt 1793 in der Schlacht bei Neerwinden als Flügeladjutant des Generals Prinz Sachsen-Coburg entscheidend zum Sieg beigetragen, als er sich selbst an die Spitze eines weichenden Flügels setzte und ihn wieder zum Angriff führte. Dafür wurde er zum Oberstleutnant befördert und erhielt 1794 den Maria-Theresia-Orden, die höchste militärische Auszeichnung der Habsburgermonarchie verliehen.
1793 koordinierte er als Stabschef unter dem Oberbefehlshaber Herzog von York, die starke Belagerungsarmee vor der Festung Valenciennes. Der Herzog von York bezeichnete ihn daraufhin als den mutigsten und talentiertesten Offizier der ganzen kaiserlichen Armee. Für die Einschließung der französischen Festung Landrecies (östlich von Cambrai) beförderte der gerade anwesende Kaiser Merveldt 1794 zum Oberst.

Nach fast neunmonatiger Krankheit konnte er im September 1795 den Dienst wieder aufnehmen. Erzherzog Karl hatte zwischenzeitlich dem Kaiser berichtet: 

„Den Oberst Merveldt kann ich dir nicht genug loben und anempfehlen. Nicht nur Tapferkeit, sondern auch seltene militärische Talente, so er in allen Gelegenheiten zeigt, machen ihn deiner Gnade würdig, und an ihm wirst du mit der Zeit einen vortrefflichen General haben...“

1796 wurde er zum Generalmajor befördert, ein Rang, den ein Offizier aus dem niederen Adel für gewöhnlich mit seiner Disposition erhielt.
Im Zweiten Koalitionskrieg (1799–1802) wurde Merveldt für seine Tüchtigkeit während der Rückzugsgefechte zum Feldmarschalleutnant befördert und erhielt das Kommando über eine Division. Nach der vollständigen Niederlage Österreichs in der Schlacht bei Austerlitz, wurden 50 Generäle vor das Kriegsgericht gestellt und entlassen. Nicht so Merveldt, der davon verschont blieb, auch wenn er in der Steiermark durch Davout eine schwere Niederlage einstecken mussten.
An Stelle seines Jugendfreundes Johann Philipp Graf Stadion, der ins Wiener Außenministerium berufen wurde, ging Merveldt im Januar 1806 als Gesandter nach Sankt Petersburg. Auf diese Art wurde er aus der Schusslinie der Kritiker genommen, in die er auch als Angehöriger der anglophilen, kriegswilligen Partei geraten war. Nach seiner Abberufung aus Petersburg wurde Merveldt 1808 als Divisionskommandant nach Lemberg versetzt. Im fünften Koalitionskrieg wurde er nicht eingesetzt.
Nach dem Frieden von Schönbrunn wurde er nach Brünn versetzt. Hier erlaubten es ihm seine finanziellen Verhältnisse, sich in Böhmen Güter zu kaufen, sowie Kupferstiche, Landschaftsbilder und alte Waffen zu sammeln.
Zu Beginn der Befreiungskriege erhielt Merveldt das Gouvernement der Festung Theresienstadt, gleichzeitig wurde er zum General der Kavallerie befördert. Später gelang es ihm als Truppenkommandant in der Schlacht bei Kulm die Franzosen aus Aussig zu vertreiben und ihnen schwere Verluste beizubringen.
In der Völkerschlacht bei Leipzig kommandierte Merveldt das 2. Korps der Böhmischen Armee, mit dem er am späten Nachmittag des 16. Oktober 1813 bei Dölitz über die Pleiße vordrang, in der Hoffnung auf verbündete Truppen zu stoßen. Allerdings irrte er sich. Er stieß auf den Gegner unter dem Befehl des Generals Poniatowski, wurde verwundet gefangen genommen und vor Napoleon geführt. Am 17. Oktober entließ Napoleon den Gefangenen gegen das Versprechen, nicht eher wieder die Waffen zu ergreifen, als bis er gegen einen gleichwertigen Offizier ausgetauscht sei. Da er durch seine Aktion in der Schlacht starke Feindkräfte gebunden hatte, zeichnete ihn Zar Alexander später mit dem zweithöchsten Orden des Zarenreiches, dem Alexander-Newski-Orden aus.
Außenminister Metternich, der als Gesandter in Paris noch gegen Merveldt intrigiert hatte, schickte ihn 1813 als Botschafter nach London, wo er im Februar 1814 eintraf, aber schon im Juli 1815 nach kurzer Krankheit starb. Die Anerkennung, die er sich dort erworben hatte, bezeugt die von der britischen Regierung der Witwe angebotene Beisetzung ihres Mannes in der Westminster Abbey. Auf seinen Wunsch hin wurde von Merveldt jedoch auf Schloss Lembeck  in der Gruft der Michaeliskapelle beigesetzt. Der Grabstein ist noch vorhanden, er zeigt die Inschrift:
Maximillian Graf von Merveldt, K.K. General der Cavallerie* Ambassadeuer geb. 1. September 1764, gest. 5 July 1815

### Diplomatische Karriere
Bei den Vorverhandlungen zur österreichisch-preußischen Konvention von Reichenbach vom 27. Juli 1790 war Merveldt zum ersten Mal in diplomatischer Funktion tätig. Feldmarschall Laudon erkannte schon damals seine dementsprechende Begabung und empfahl Merveldt mit den Worten: 

„Dieser Graf vereinigt mit einem sehr soliden und gesetzten Charakter eine feine Lebensart, weiß mit Menschen umzugehen und sie zu beurteilen, wird sich nie durch Reden und Handlungen vergehen und nützliche Dienste leisten.“

Als 1794 die Alliierten massiv gegen die Franzosen vorgehen wollten, war dies nur mit den Briten zu erreichen. Dem Oberbefehlshaber, dem Herzog von York drohte allerdings zu diesem Zeitpunkt die allerdings die Abberufung. Um das eine zu erreichen und das andere zu verhindern, reiste eine österreichische Delegation, der auch Merveldt angehörte, über den Kanal. Diese setzte sich erfolgreich für die Beibehaltung Yorks als Oberkommandierenden der englisch-hannoverschen Truppen ein.
Als Napoleon nach seinem siegreichen Italienfeldzug von Kärnten aus 1797 Wien bedrohte, schickte Außenminister Thugut, ein entschiedener Gegner Frankreichs, Feldmarschalleutnant Bellegarde und Oberst Merveldtals Unterhändler nach Leoben. Merveldt sollte wohl auch in den folgenden Friedensverhandlungen von Campo Formio als Aufpasser des Marchese di Gallo fungieren. Di Gallo galt als zu kompromissbereit und wurde später durch Cobenzl abgelöst.

Napoleon charakterisierte Merveldt als: 

„...sehr geschickten Menschen und hellen Kopf... vorzüglich geeignet, alle heiklen Angelegenheiten zu führen. Sein einziger Fehler war, dass er oft zu schlau sein wollte und daher von vornherein sein Gegenüber misstrauisch machte. Er war mehr Diplomat als General, obwohl es ihm an Mut ebenso wenig wie an Geiste fehlte.“

Merveldt, der der Kriegspartei zugerechnet werden musste, hat später das Eingehen auf Napoleons Friedensangebot und die mangelnde Standfestigkeit Wiens, das einen Vormarsch auf Hauptstadt befürchtete, kritisiert, weil er den schlechten Zustand der französischen Truppen in Norditalien richtig eingeschätzt hatte. Allerdings stand die Drohung der Franzosen im Raum und konnte nicht leichtfertig abgetan werden.

### Heirat
Als Merveldt 1806 an den Hof von Saint Petersburg entsandt wurde, heiratete er dort 1807 seine Frau Therese. – 1801 war es zu einem Eklat zwischen Merveldt und dem Deutschen Orden gekommen, dem er seit 1792 als Ritter angehörte. Da dieser neben dem eigenen schwarzen Ordenskreuz keine anderen Ehrenzeichen duldete, suchte Merveldt um seinen Austritt nach: Der Maria-Theresien-Orden – um den es ging – 

„ist...das Ehrenzeichen eines Dienstes, in dem ich mein Glück gemacht und in wenigen Jahren den Generalleutnants-Charakter erhalten habe. Ich kann ihn nicht ablegen. Ich würde dann nicht ferner hoffen dürfen, in dem k.k. Militärdienste, in dem einzigen Handwerk, auf das ich mich von Jugend an verlegt habe, ferner etwas mit Nutzen zu leisten und meiner Religion und meinem Vaterlande noch in leicht vorauszusehenden Kriegen nützen und dienen können...“

 Lege er den Theresien-Orden ab, verliere er das Vertrauen der Soldaten, und der Kaiser sehe darin eine Geringschätzung seines höchsten Ordens.
Sein Austritt aus dem deutschen Orden, der zwar erst 1807 bewilligt wurde, entband ihn von der Pflicht zur Ehelosigkeit. Doch obwohl es erst 1803 in Wien bekannt wurde, war Merveldt bereits seit 1798 mit Therese Gräfin Kinsky liiert. Wegen ihrer außerordentlichen Schönheit wurde die Schwester des einflussreichen Franz Joseph von Dietrichstein in Wien la celeste Therese genannt. Sie war zwar bereits seit 1787 mit Philipp Graf Kinsky verheiratet, hatte sie aber kurz nach der Hochzeit verlassen.
Nachdem die Ehe in Rom annulliert worden war ließen sich Maximilian Friedrich von Merveldt und Therese Gräfin Kinsky 1807 in St. Petersburg trauen. Für die dazu beiderseits erforderlichen Dispense sowie Schmuck und Diamanten als Geschenke an seine Frau soll von Merfeldt mehr als 150.000 Gulden ausgegeben haben. Der Ehe entstammt der Sohn Rudolf (1810–1830).